# Turnen op de Olympische Zomerspelen 1956
Turnen is een van de sporten die beoefend werden tijdens de Olympische Zomerspelen 1956 in Melbourne.

## Heren

### team
| rang   | sporter(s)                                                                                       | land | punten |
| ------ | ------------------------------------------------------------------------------------------------ | ---- | ------ |
| Goud   | Viktor Tsjoekarin Joeri Titov Valentin Moeratov Albert Azarjan Boris Sjachlin Pavel Stolbov      | URS  | 568.25 |
| Zilver | Takashi Ono Masao Takemoto Masumi Kubota Nobuyuki Aihara Shinsaku Tsukawaki Akira Kono           | JPN  | 566.40 |
| Brons  | Kalevi Suoniemi Berndt Lindfors Martti Mansikka Onni Lappalainen Olavi Leimuvirta Raimo Heinonen | FIN  | 555.95 |
| 4      | Ferdinand Daniš Josef Škvor Vladimir Kejř Zdeněk Růžička Jaroslav Mikoška Jaroslav Bím           | TCH  | 554.10 |
| 5      | Helmut Bantz Robert Klein Theo Wied Hans Pfann Erich Wied Jakob Kiefer                           | EUA  | 552.45 |
| 6      | John Beckner Jose Armando Vega Charles Simms Richard Beckner Abraham Grossfeld William Tom       | USA  | 547.50 |
| 7      | Graham Bond David Gourlay John Lees Bruce Sharp Brian Blackburn Alexander Punton                 | AUS  | 477.15 |

### individuele meerkamp
| rang   | sporter(s)        | land | punten |
| ------ | ----------------- | ---- | ------ |
| Goud   | Viktor Tsjoekarin | URS  | 114.25 |
| Zilver | Takashi Ono       | JPN  | 114.20 |
| Brons  | Joeri Titov       | URS  | 113.80 |
| 4      | Masao Takemoto    | JPN  | 113.55 |
| 5      | Valentin Moeratov | URS  | 113.30 |
| 6      | Helmut Bantz      | EUA  | 112.90 |
| 7      | Albert Azarjan    | URS  | 112.55 |
| 8      | Boris Sjachlin    | URS  | 112.50 |

### vloer
| rang   | sporter(s)        | land | punten |
| ------ | ----------------- | ---- | ------ |
| Goud   | Valentin Moeratov | URS  | 19.20  |
| Zilver | Nobuyuki Aihara   | JPN  | 19.10  |
| Zilver | Viktor Tsjoekarin | URS  | 19.10  |
| Zilver | William Thoresson | SWE  | 19.10  |
| 5      | Joeri Titov       | URS  | 18.95  |
| 6      | Ferdinand Daniš   | TCH  | 18.80  |
| 6      | Mintsjo Todorov   | BUL  | 18.80  |
| 8      | Helmut Bantz      | EUA  | 18.75  |
| 8      | Takashi Ono       | JPN  | 18.75  |

### paard voltige
| rang   | sporter(s)        | land | punten |
| ------ | ----------------- | ---- | ------ |
| Goud   | Boris Sjachlin    | URS  | 19.25  |
| Zilver | Takashi Ono       | JPN  | 19.20  |
| Brons  | Viktor Tsjoekarin | URS  | 19.10  |
| 4      | Josef Škvor       | TCH  | 19.05  |
| 5      | Joeri Titov       | URS  | 19.00  |
| 6      | Jaroslav Bím      | TCH  | 18.95  |
| 7      | Pavel Stolbov     | URS  | 18.90  |
| 7      | Masao Takemoto    | JPN  | 18.90  |

### ringen
| rang   | sporter(s)         | land | punten |
| ------ | ------------------ | ---- | ------ |
| Goud   | Albert Azarjan     | URS  | 19.35  |
| Zilver | Valentin Moeratov  | URS  | 19.15  |
| Brons  | Masumi Kubota      | JPN  | 19.10  |
| Brons  | Masao Takemoto     | JPN  | 19.10  |
| 5      | Nobuyuki Aihara    | JPN  | 19.05  |
| 5      | Takashi Ono        | JPN  | 19.05  |
| 7      | Viktor Tsjoekarin  | URS  | 19.00  |
| 7      | Shinsaku Tsukawaki | JPN  | 19.00  |

### sprong
| rang  | sporter(s)        | land | punten |
| ----- | ----------------- | ---- | ------ |
| Goud  | Helmut Bantz      | EUA  | 18.85  |
| Goud  | Valentin Moeratov | URS  | 18.85  |
| Brons | Joeri Titov       | URS  | 18.75  |
| 4     | Boris Sjachlin    | URS  | 18.70  |
| 4     | Theo Wied         | EUA  | 18.70  |
| 6     | Masao Takemoto    | JPN  | 18.65  |
| 7     | John Beckner      | USA  | 18.60  |
| 7     | Viktor Tsjoekarin | URS  | 18.60  |
| 7     | Robert Klein      | EUA  | 18.60  |
| 7     | Jakob Kiefer      | EUA  | 18.60  |

### brug
| rang   | sporter(s)         | land | punten |
| ------ | ------------------ | ---- | ------ |
| Goud   | Viktor Tsjoekarin  | URS  | 19.20  |
| Zilver | Masumi Kubota      | JPN  | 19.15  |
| Brons  | Takashi Ono        | JPN  | 19.10  |
| Brons  | Masao Takemoto     | JPN  | 19.10  |
| 5      | Albert Azarjan     | URS  | 19.00  |
| 6      | Nobuyuki Aihara    | JPN  | 18.90  |
| 6      | Berndt Lindfors    | FIN  | 18.90  |
| 8      | Onni Lappalainen   | FIN  | 18.85  |
| 8      | Olavi Leimuvirta   | FIN  | 18.85  |
| 8      | Boris Sjachlin     | URS  | 18.85  |
| 8      | Shinsaku Tsukawaki | JPN  | 18.85  |
| 8      | Joeri Titov        | URS  | 18.85  |

### rekstok
| rang   | sporter(s)        | land | punten |
| ------ | ----------------- | ---- | ------ |
| Goud   | Takashi Ono       | JPN  | 19.60  |
| Zilver | Joeri Titov       | URS  | 19.40  |
| Brons  | Masao Takemoto    | JPN  | 19.30  |
| 4      | Pavel Stolbov     | URS  | 19.25  |
| 4      | Viktor Tsjoekarin | URS  | 19.25  |
| 6      | Helmut Bantz      | EUA  | 19.15  |
| 7      | John Beckner      | USA  | 19.00  |
| 8      | Albert Azarjan    | URS  | 18.95  |

## Dames

### team
| rang   | sporter(s)                                                                                         | land | punten  |
| ------ | -------------------------------------------------------------------------------------------------- | ---- | ------- |
| Goud   | Larissa Latynina Sofia Moeratova Tamara Manina Ljoedmila Jegorova Polina Astakhova Lidia Kalinina  | URS  | 444.800 |
| Zilver | Ágnes Keleti Olga Tass Margit Korondi Andrea Bodó Erzsébet Gulyás Alíz Kertész                     | HUN  | 443.500 |
| Brons  | Elena Leuştean Sonia Inovan Georgeta Hurmuzachi Emilia Vătăşoiu Elena Mărgărit Elena Săcălici      | ROU  | 438.200 |
| 4      | Helena Rakoczy Natalia Kot Danuta Nowak-Stachow Dorota Jokiel Barbara Ślizowska Lidia Szczerbińska | POL  | 436.500 |
| 5      | Eva Bosáková Hana Marejková Matylda Šínová Věra Drazdíková Alena Reichová Miroslava Brdičková      | TCH  | 435.356 |
| 6      | Keiko Tanaka Mitsuka Ikeda Kazuko Sogabe Shizuko Sakashita Kyoko Kubota Suzuko Seki                | JPN  | 433.653 |
| 7      | Miranda Cicognani Luciana Reali Rosella Cicognani Elisa Calsi Elena Lagorara Luciana Lagorara      | ITA  | 428.654 |
| 8      | Ann-Sofi Colling Eva Rönström Doris Hedberg Karin Lindberg Evy Berggren Maude Karlén               | SWE  | 428.600 |

### individuele meerkamp
| rang   | sporter(s)       | land | punten |
| ------ | ---------------- | ---- | ------ |
| Goud   | Larissa Latynina | URS  | 74.933 |
| Zilver | Ágnes Keleti     | HUN  | 74.633 |
| Brons  | Sofia Moeratova  | URS  | 74.466 |
| 4      | Elena Leuştean   | ROU  | 74.366 |
| 4      | Olga Tass        | HUN  | 74.366 |
| 6      | Tamara Manina    | URS  | 74.233 |
| 7      | Eva Bosáková     | TCH  | 74.100 |
| 8      | Helena Rakoczy   | POL  | 73.700 |

### sprong
| rang   | sporter(s)       | land | punten |
| ------ | ---------------- | ---- | ------ |
| Goud   | Larissa Latynina | URS  | 18.833 |
| Zilver | Tamara Manina    | URS  | 18.800 |
| Brons  | Ann-Sofi Colling | SWE  | 18.733 |
| Brons  | Olga Tass        | HUN  | 18.733 |
| 5      | Sofia Moeratova  | URS  | 18.666 |
| 6      | Elena Leuştean   | ROU  | 18.633 |
| 7      | Natalia Kot      | POL  | 18.500 |
| 7      | Helena Rakoczy   | POL  | 18.500 |

### brug met ongelijke leggers
| rang   | sporter(s)       | land | punten |
| ------ | ---------------- | ---- | ------ |
| Goud   | Ágnes Keleti     | HUN  | 18.966 |
| Zilver | Larissa Latynina | URS  | 18.833 |
| Brons  | Sofia Moeratova  | URS  | 18.800 |
| 4      | Eva Bosáková     | TCH  | 18.733 |
| 5      | Helena Rakoczy   | POL  | 18.700 |
| 6      | Alíz Kertész     | HUN  | 18.633 |
| 6      | Olga Tass        | HUN  | 18.633 |
| 8      | Natalia Kot      | POL  | 18.600 |

### evenwichtsbalk
| rang   | sporter(s)         | land | punten |
| ------ | ------------------ | ---- | ------ |
| Goud   | Ágnes Keleti       | HUN  | 18.800 |
| Zilver | Eva Bosáková       | TCH  | 18.633 |
| Zilver | Tamara Manina      | URS  | 18.633 |
| 4      | Larissa Latynina   | URS  | 18.533 |
| 4      | Hana Marejková     | TCH  | 18.533 |
| 6      | Elena Leuştean     | ROU  | 18.500 |
| 7      | Margit Korondi     | HUN  | 18.466 |
| 7      | Olga Tass          | HUN  | 18.466 |
| 7      | Ljoedmila Jegorova | URS  | 18.466 |

### vloer
| rang  | sporter(s)       | land | punten |
| ----- | ---------------- | ---- | ------ |
| Goud  | Ágnes Keleti     | HUN  | 18.733 |
| Goud  | Larissa Latynina | URS  | 18.733 |
| Brons | Elena Leuştean   | ROU  | 18.700 |
| 4     | Eva Bosáková     | TCH  | 18.566 |
| 4     | Sofia Moeratova  | URS  | 18.566 |
| 4     | Keiko Tanaka     | JPN  | 18.566 |
| 7     | Olga Tass        | HUN  | 18.533 |
| 8     | Doris Hedberg    | SWE  | 18.500 |

### team, draagbaar gereedschap
| rang   | sporter(s)                                                                                         | land | punten |
| ------ | -------------------------------------------------------------------------------------------------- | ---- | ------ |
| Goud   | Ágnes Keleti Olga Tass Margit Korondi Andrea Bodó Erzsébet Gulyás Alíz Kertész                     | HUN  | 75.20  |
| Zilver | Ann-Sofi Colling Eva Rönström Doris Hedberg Karin Lindberg Evy Berggren Maude Karlén               | SWE  | 74.20  |
| Brons  | Larissa Latynina Sofia Moeratova Tamara Manina Ljoedmila Jegorova Polina Astakhova Lidia Kalinina  | URS  | 74.00  |
| Brons  | Helena Rakoczy Natalia Kot Danuta Nowak-Stachow Dorota Jokiel Barbara Ślizowska Lidia Szczerbińska | POL  | 74.00  |
| 5      | Elena Leuştean Sonia Inovan Georgeta Hurmuzachi Emilia Vătăşoiu Elena Mărgărit Elena Săcălici      | ROU  | 73.40  |
| 6      | Keiko Tanaka Mitsuka Ikeda Kazuko Sogabe Shizuko Sakashita Kyoko Kubota Suzuko Seki                | JPN  | 73.20  |
| 7      | Eva Bosáková Hana Marejková Matylda Šínová Věra Drazdíková Alena Reichová Miroslava Brdičková      | TCH  | 73.00  |
| 8      | Miranda Cicognani Luciana Reali Rosella Cicognani Elisa Calsi Elena Lagorara Luciana Lagorara      | ITA  | 72.80  |

## Medaillespiegel
| rang   | land               | goud | zilver | brons | totaal |
| ------ | ------------------ | ---- | ------ | ----- | ------ |
| 1      | Sovjet-Unie        | 11   | 6      | 6     | 23     |
| 2      | Hongarije          | 4    | 2      | 1     | 7      |
| 3      | Japan              | 1    | 5      | 5     | 11     |
| 4      | Duits eenheidsteam | 1    | 0      | 0     | 1      |
| 5      | Zweden             | 0    | 2      | 1     | 3      |
| 6      | Tsjecho-Slowakije  | 0    | 1      | 0     | 1      |
| 7      | Roemenië           | 0    | 0      | 2     | 2      |
| 8      | Finland            | 0    | 0      | 1     | 1      |
| 8      | Polen              | 0    | 0      | 1     | 1      |
| totaal | totaal             | 17   | 16     | 17    | 50     |